# Sabzevar
Sabzevar este un oraș din Iran.